# 지금은 정보시대
《지금은 정보시대》는 KBS진주 제1라디오에서 방송됐던 라디오 생활정보 프로그램이다. 2021년 1월 29일 자로 18년만에 폐지되었다.

## 기획의도
- 지역의 주부들을 위한 각종 생활정보 (건강, 경제, 교육, 영화, 문화, 여행)

## 요일별코너
- (월) 책 권하는 사람들(진주문고 이병진 팀장, 진주독서클럽 권은정, 한국토지주택공사 한마음 독서회 김재용, 조연걸)
- (화) 마음의 소리(진주해마음정신건강의학과 정철홍 전문의, 김명화 미술치료사, 최지명 정신건강 임상심리사)
- (수) 생활경제(경상대학교 식품자원경제학과 김윤식교수)
- (목) 지역의 재발견(한국토지주택공사 지역상생협력단 최임식 단장)
- (금) 씨네토크(진주시민미디어센터 조정주)
- (월-금) 정보시대 리빙톡톡(홍근희 리포터) / 알림마당